# Apóstolos Georgíou
Pour les articles homonymes, voir Georgiou.
Apóstolos Georgíou (en grec moderne : Απόστολος Γεωργίου ; né à Thessalonique en 1952) est un artiste visuel grec de la génération des années 1980. 

## Biographie
Apóstolos Georgíou naît dans la ville de Thessalonique, en 1952, où il grandit. Initialement, il étudie l'architecture au sein de l'Université des arts appliqués de Vienne au cours de la période entre 1971 et 1973, avant de se tourner vers la peinture et de poursuivre des études au sein de l'Académie des beaux-arts de Florence jusqu'en 1975. La carrière de Georgíou est marquée par une ascension tardive, puisqu'il n'obtient une reconnaissance considérable qu'à partir de l'âge de 60 ans. Son œuvre se caractérise par une approche anthropocentrique aux lignes géométriques et audacieuses. En 1980, après la fin de ses études, il retourne en Grèce et choisit de s'installer sur l'île de Skópelos. Depuis 2006, il vit de manière permanente à Athènes. 
Apóstolos Georgíou organise de nombreuses expositions personnelles au sein de galeries et lors d'événements, principalement à Thessalonique et à Athènes, au sein des locaux de l'Autorité portuaire de Thessalonique (1993), du Musée d'art contemporain de Thessalonique (2007), ainsi que du Musée national d'art contemporain d'Athènes (2011). En 2017, sa participation à la Documenta 14, qui a lieu en Grèce, constitue une étape importante dans sa carrière.
La principale caractéristique de la peinture d'Apóstolos Georgíou est l'anthropocentrisme. Il est également impliqué dans l'enseignement, apportant ainsi sa contribution au monde universitaire en Grèce. Ses œuvres sont exposées dans des musées, ainsi que dans des collections publiques et privées,,, ce qui témoigne de son influence et de sa place dans le monde de l'art contemporain.